# Acalyptris pundaensis
Acalyptris pundaensis là một loài bướm đêm thuộc họ Nepticulidae. Nó được miêu tả bởi Scoble năm 1980. Nó được tìm thấy ở Nam Phi (Nó đã dược miêu tả ở vườn quốc gia Kruger).